# Pinzgauerisch
Der Pinzgauer Dialekt stellt einen Übergangsdialekt zwischen den westmittelbairischen und den südbairischen Dialekten dar. Dem Pinzgauerischen sind die Dialekte des Tiroler Unterlandes einerseits sowie jene des im Osten angrenzenden Pongaus am nächsten verwandt. So ist die Ersetzung der Konsonantenverbindung rt durch scht: kuschz statt kurz, hoscht statt hart, aber auch weascht statt wird für die Dialekte südlich und nördlich des Pass Thurns typisch, falls man überhaupt von unterschiedlichen Dialekten oder lediglich von Dialektvarianten sprechen kann. Vermutlich ist das im Oberpinzgau gesprochene Pinzgauerisch den Dialekten im Raum Kitzbühel ähnlicher als der Variante des Pinzgauerischen im Unterpinzgau, welches bereits starke Ähnlichkeiten mit dem Pongauerischem aufweist. Die Dialektgrenzen verlaufen demnach fließend und sind nicht mit der politischen Einteilung ident.
Dadurch verstummt der traditionelle Pinzgauer Dialekt nach und nach. Die in Krimml, Wald, Neukirchen oder Bramberg gesprochene Variante des Pinzgauer Dialekts teilt zwar viele Ausdrücke mit den angrenzenden Regionen des Zillertals in Nordtirol oder des Ahrntals in Südtirol, welche sich in anderen Varianten des Pinzgauerischen nicht finden (so spricht man nur in diesen vier Orten von „Grantn“ für Preiselbeeren, im restlichen Pinzgau „Grangn“, in weiten Teilen Tirols bis zum Oberland hingegen auch „Grantn“, auch wird der Abend hier „G’schnochts“ genannt, auch das im angrenzenden Tiroler Raum verbreitet, ab Bramberg in Richtung Osten allerdings „D’schnochts“), doch unterscheiden sich sowohl die Zillertaler, wie auch die Pustertaler Dialekte in der Phonetik deutlicher vom Pinzgauerischen.